# Мерет Оппенгейм
Мерет Оппенгейм (нім. Meret Oppenheim; 6 жовтня 1913, Берлін, Німецька імперія — 15 листопада 1985, Базель, Швейцарія) — німецько-швейцарська художниця-сюрреалістка, яка здобула світову популярність у Парижі та Нью-Йорку.

## Життєпис та творчість
Народилася 6 жовтня 1913 року в Берліні, в родині ліберально налаштованих любителів мистецтва лікаря Еріха Альфонса Оппенгейма та Єви Венгер. Дитинство пройшло у Швейцарії, в місті Базель, де батьки залишили її під опікою бабусі, відомої швейцарської письменниці Лізи Венґер.
1932 року 18-річною приїхала до Парижа, де познайомилася і близько зійшлася з Джакометті, Гансом Арпом, Маном Реєм, які виявили інтерес до її робіт і запросили брати участь разом із сюрреалістами у виставці Салону Незалежних (1933). Маючи, крім усього, нестандартну зовнішність, Мерет Оппенгейм здобула серед сюрреалістів значний успіх і стала їхньою музою. Того ж 1933 року вступила до складу групи паризьких сюрреалістів, де близько зійшлася з Андре Бретоном, Марселем Дюшаном і Максом Ернстом. Неодноразово позувала як модель для знаменитої серії фотографій ню Мана Рея. Обстановку, в яку «прямо з поїзда» потрапила Мерет, за кілька років буквально в десяти словах описала Фріда Кало, яка приїхала в Париж із персональною виставкою (на запрошення Андре Бретона). Вперше опинившись серед французьких сюрреалістів, після першого знайомства вона сказала:
«…Я сподівалася побачити художників, а потрапила в юрму божевільних лунатиків і сучих дітей…»
Після кількох невпевнених робіт у травні 1936 року Оппенгейм взяла участь у виставці сюрреалістичних предметів (Exposition surréaliste d'objets) у паризькій галереї Шарля Раттона. Її «Хутровий чайний прибор» (1936), показаний на цій виставці, а також перенесений восени того ж року на нью-йоркську спільну виставку сюрреалістів, викликав сенсацію в Парижі та Нью-Йорку. Мерет Оппенгейм, якій виповнилося 23 роки, стала знаменитою.
Обтягнуті коричневим пухнастим хутром чашка, блюдце та ложка — класична абсурдистська композиція, яка поєднала все найкраще з раніших напрацювань художників гурту дада та сюрреалістів. За законами жанру в цьому предметі поєднано несумісне: утилітарний побутовий предмет внаслідок втручання художниці не тільки втратив свою первісну функцію і став цілком марним, але й набув при цьому риси високо сублімованої сексуальності та скандального знущання над здоровим глуздом. «Хутровий чайний прибор» став визнаною класикою жанру та еталоном для багатьох поколінь сюрреалістів, які працювали в жанрі «предмета». Надалі у більшості сюрреалістів (навіть у Сальвадора Далі) з'являлися відгуки на цей предмет.
Проте гучний успіх «Хутрового чайного прибору» став також і результатом зростаючих тенденцій у розвитку самого сюрреалізму. На кінець 1930-х ця група вже значною мірою втратила свій хуліганський і протестний характер, а її основні дійові особи від яскраво «антисоціальної» поведінки 20-х перейшли до суто світського епатажу і були не проти користуватися заслуженим реноме та успіхом у паризькому бомонді. Поступово основні напрацювання стилю сюрреалістів і дадаїстів, що передували їм, почали переміщатися в галузь дизайну, комерційного живопису і навіть реклами. З цієї точки зору «Хутровий чайний прибор» — досить м'який твір сюрреалізму, спрямований радше на розвагу ситої публіки, ніж на її образу, як бувало всього десять років тому, і отримав своє цілком заслужене схвалення. Пройде лише чотири роки, і Сальвадор Далі підсумує цю тенденцію своїм знаменитим «комерційним» завоюванням Америки.
Гучний успіх «предметів» Оппенгейм мав ще один зворотний бік — для стану самої художниці. Марні спроби повторити успіх і утриматися на гребені популярності обернулися для неї важкою депресією. 1937 року вона покинула Париж і знову переселилася в Базель, де вступила до художнього коледжу, намагаючись удосконалитись у різних видах мистецтва. На цей час вона приєднується до базельської художньої «Групи 33» і намагається брати активну участь у всіх її акціях. 1939 року Мерет Оппенгейм повертається до Парижа, де разом із Леонор Фіні та Максом Ернстом бере участь у виставці сюрреалістичних меблів, представивши на ній свій новий об'єкт, що повністю відповідає своїй назві: «Стіл на пташиних ногах».1945 року знайомиться з Вольфгангом Ла Рошем, з яким 1948 року переїжджає в Берн, за рік одружується з ним. У Берні вона орендує велику майстерню і намагається планомірно та наполегливо працювати. Згодом вона згадувала цей період свого життя як важкий і клопітний:
«Я працювала щодня … Найчастіше нічого не виходило, хоча почуття скутості в руках майже минуло…»
Повторити свій успіх 1936 року Мерет Оппенгейм не вдалося, хоча ще один момент слави вона здобула.
1959 року Андре Бретон запропонував Оппенгейм відтворити для сюрреалістичної виставки «E.R.O.S.» (що проходила в паризькій галереї Данієля Кордьє) її зроблену за п'ять років до цього композицію «Весняне свято» (1954). Ця інсталяція включала повністю оголену жінку, на тілі якої було накрито вечерю на шість персон. Цей живий сюрреалістичний «предмет» цілком уписувався в концепцію виставки та естетики сюрреалізму, що поєднувала скандальний епатаж, сексуальність і абсурд. Попри те, що жива натурниця (модель), багато декорована частуванням, була присутня на вернісажі тільки першої ночі на 16 грудня 1959 року, а в наступні дні її замінили манекеном, ця композиція мала широкий резонанс і увійшла в історію сюрреалізму.
Виставка «E.R.O.S.» стала останнім сюрреалістичним вернісажем у творчій біографії Мерет Оппенгейм. У наступні роки художниця продовжувала активно працювати та виставлятися, але вже зовсім окремо від груп чи течій. Зокрема, вона неодноразово виступала як театральна художниця-постановниця. 1967 року у стокгольмському Музеї сучасного мистецтва відбулася велика ретроспективна виставка її творчості.

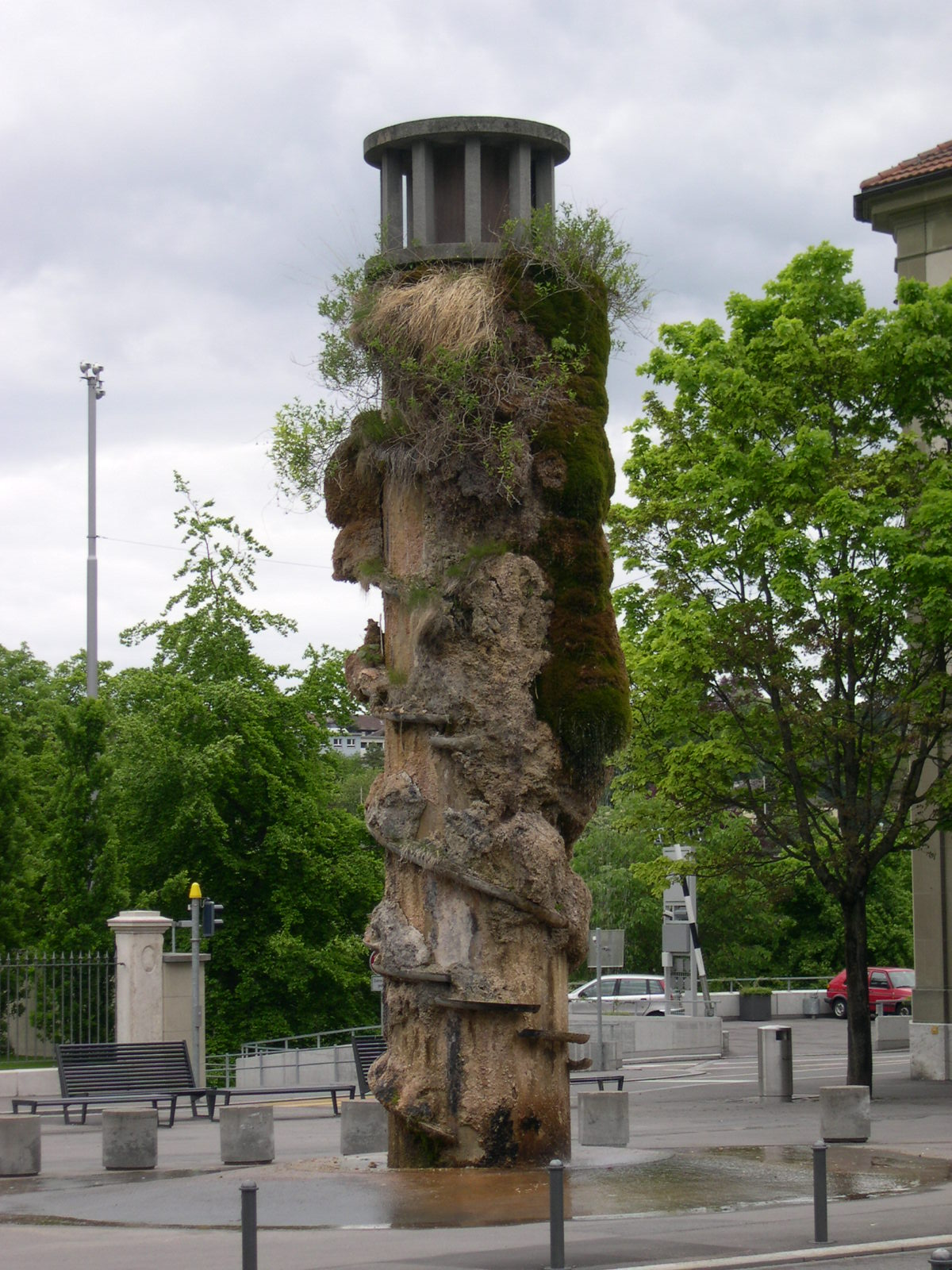
Криниця Мерет Оппенгейм, Берн

1985 року, за півроку до смерті, до неї прийшло й запізніле «академічне визнання». Берлінська академія мистецтв вже зовсім ненадовго прийняла Мерет Оппенгейм своєю членкинею.

## Визнання
У Швейцарії засновано мистецьку премію імені Мерет Оппенгейм.